# Lattebusche
Lattebusche S.c.a. - Latteria della Vallata Feltrina è un'azienda lattiero-casearia italiana fondata nel 1954 a Busche di Cesiomaggiore. La cooperativa è dislocata nel Veneto su sei stabilimenti produttivi che lavorano il solo latte proveniente dai soci.
Lattebusche è conosciuta soprattutto per la produzione di formaggi tipici veneti, in particolare per il formaggio bellunese Piave DOP.

## Storia
Nel luglio del 1954 su iniziativa di 36 soci nasce la "Latteria Sociale Cooperativa della Vallata Feltrina" e nel marzo del 1957 cominciano i lavori per la costruzione del caseificio di Busche.
Nel 1960 la Latteria Sociale Cooperativa della Vallata Feltrina produce un formaggio tipico della tradizione bellunese che identifica con il marchio "Piave" e nel 1969 apre il suo primo punto vendita "Bar Bianco". Nel 1980 nasce il marchio "Lattebusche".
Alla fine degli anni ottanta, la Centrale del Latte Clodiense di Chioggia (1988) e la latteria di Sambruson di Dolo (1989) si fondono mediante incorporazione con Lattebusche. Nel 1990 viene inaugurato lo stabilimento di Chioggia, specializzato nelle produzioni di gelato e di sorbetto.
Nel 1993 Lattebusche incorpora le cooperative S. Bovo di Dueville e Brega, alle quali si aggiunge lo stabilimento di Sandrigo, all'epoca adibito alla produzione dei formaggi DOP Grana Padano e Asiago e attualmente dedicato alla produzione di solo Grana Padano.
Nel 1994 viene rinnovato ed ampliato lo stabilimento di Busche, adibito alla produzione dei formaggi Piave, Montasio, Nevegal e Dolomiti, e nel quale la cooperativa realizza larga parte delle linee latte, latticini e formaggi freschi.
Negli anni successivi, Lattebusche prosegue la sua politica di fusioni, incorporando nel 2009 la latteria Molinetto di San Pietro in Gu, specializzata nella produzione di Grana Padano, e nel 2015 la Latteria di Camazzole di Carmignano di Brenta, specializzata nelle produzioni di Grana Padano e Asiago. Dall'anno della sua fondazione, si calcola un numero complessivo di 21 incorporazioni.
Nel 2012 la trasmissione televisiva Linea Verde dedica allo stabilimento produttivo di Busche parte della puntata andata in onda il 07 ottobre su Rai 1.
Nel 2015 Lattebusche presenta le proprie produzioni ad Expo Milano 2015, presso lo spazio espositivo The Waterstone di Intesa Sanpaolo.
Al 2014 la cooperativa può contare su 380 soci conferenti, 4 unità produttive ed 11 punti vendita. Si stima che le produzioni di formaggi DOP assorbano l'80% del latte raccolto presso i soci.
Lattebusche risulta, inoltre, il principale produttore di formaggio Piave con circa 350.000 forme all'anno, il primo produttore di Grana Padano del Veneto con il 44,5% di Agriform e la seconda azienda di tutto il Triveneto per quota di mercato in termini di latte raccolto.
Da novembre 2017 inizia la gestione della latteria “La Genzianella”, di Padola di Comelico Superiore (BL), con caseificio dedicato alla produzione di formaggi biologici e di montagna e annesso punto vendita diretta.

## Bar Bianco
La storia del Bar Bianco inizia nel 1969 a Busche, con la decisione di aprire uno spaccio per la vendita diretta dei prodotti caseari e un bar adiacente per la vendita di soli prodotti analcolici: da qui il nome “Bianco” che richiama il candido colore del latte e dei suoi derivati.
La cosa curiosa è che pochi avrebbero scommesso sul successo di un bar in cui non si vendevano alcolici; non fu così, infatti fin da subito i numeri diedero ragione a questa scelta coraggiosa e da allora fu un crescendo senza sosta di successi, diventando nel tempo uno degli elementi più forti per veicolare l’immagine dell’azienda e di tutti i prodotti, punto d’incontro indispensabile e prezioso, tra azienda e consumatore.
La strategica posizione del punto vendita, sulla strada che porta gli escursionisti alle cime e li riporta in pianura finite le vacanze, ha permesso inoltre di far conoscere i prodotti in mercati dove al tempo il marchio Lattebusche non era ancora presente.
Già due volte, nella sua storia, il Bar Bianco di Busche aveva subito adattamenti e parziali ingrandimenti e, dopo 43 anni di onorata attività, la struttura soffriva di forti limitazioni, sia negli spazi interni sia in quelli esterni. Da qui la decisione della Latteria di proporre un punto vendita nuovo, aperto a luglio 2012. Nel 2018 anche il punto vendita di Sandrigo è stato completamente rinnovato, incrementandone la superficie e l'offerta.
Negli anni sono stati aperti numerosi Bar Bianchi, dislocati in Veneto nelle seguenti località:
- Busche
- Lanzè
- Sandrigo
- San Pietro in Gù
- S. Maria di Camisano
- Ponte Tezze
- Camazzole
- Grantortino
- Padola di Comelico Superiore

## Prodotti
- Burro
- Formaggio
- Gelato
- Latte
- Latticini
- Panna
- Yogurt

Formaggi DOP:
- Asiago
- Grana Padano
- Montasio
- Piave